# در أباد (سرعين)
در أباد هي قرية في مقاطعة سرعين، إيران. عدد سكان هذه القرية هو 430 في سنة 2006.